# Galeriegrab Lohra
Das Galeriegrab Lohra ist eine vorgeschichtliche megalithische Grabanlage und ein archäologisches Bodendenkmal in Lohra im Landkreis Marburg-Biedenkopf im nördlichen Mittelhessen. Es ist eines der unbekannteren Denkmäler seiner Art in Mitteleuropa und stammt aus der Zeit um 3000 v. Chr. Durch die reichlichen Keramikbeigaben nimmt es unter den Galeriegräbern der Wartberg-Kultur eine Sonderstellung ein.

## Entdeckung und Ausgrabung
Das Galeriegrab von Lohra, das dem Spätneolithikum zuzuordnen ist, wurde 1931 beim Pflügen in der Flur „Gernstein“ durch den Landwirt Jakob Elmshäuser entdeckt. Als sein Pflug im Ackerboden auf einen starken Widerstand stieß, ging er der Ursache auf den Grund. Wie sich herausstellte, traf er dabei kurz unter der Oberfläche auf einen rechteckigen Sandsteinblock. Man verständigte den Spezialisten für kulturgeschichtliche Bodenaltertümer in Hessen, Gero von Merhart, der die Fundstücke von Studenten des vorgeschichtlichen Seminars der Philipps-Universität Marburg unter Leitung von Otto Uenze während einer Grabungskampagne vom 27. April bis zum 11. Mai 1931 freilegen ließ.

## Aufbau
Die in den Boden eingelassene rechteckige Kammer maß in der Länge etwa fünf Meter und war etwa 2,2 m breit. Zwar fehlten bei der Freilegung des Grabes einige Wandsteine, doch konnte man durch die noch vorhandenen Blöcke einen rechteckigen Grundriss identifizieren. Die einzelnen Sandsteinblöcke der Megalithanlage brachten es auf eine Länge von 60 cm bis etwa einen Meter, waren 40 cm breit und maßen ungefähr 80 cm in der Höhe. Das Gewicht der Blöcke schwankte zwischen 800 und 1000 Kilogramm.
Die Anlage gliederte sich in eine Hauptkammer, die von einem Stein mit rundem Loch vom offenen Vorraum abgetrennt wurde. Das sogenannte Seelenloch besaß einen Durchmesser von ca. 30–35 cm und diente möglicherweise als Pforte zwischen der Welt der Lebenden und der Toten für die im Vorraum stattfindenden rituellen Opferhandlungen. Der Boden des in die Erde eingelassenen Grabes war mit einer 3–5 cm dicken Schicht Tonestrich ausgelegt. Es wird vermutet, dass die Abdeckung der Steinkammer aus Holz bestand. Der Fund von Steinpflaster über dem Grab und in dessen unmittelbarer Umgebung lassen darauf schließen, dass die gesamte Steinkammer einstmals von einem später eingesunkenen Steinhügel bedeckt wurde.

## Die Beigesetzten und ihre Grabbeigaben
Im Gegensatz zu vergleichbaren Funden aus dem Galeriegrab Züschen I (Schwalm-Eder-Kreis) wurden die hier Bestatteten überraschenderweise verbrannt. Den etwa 20 Toten, Männer, Frauen und Kinder, hatte man für ihre Reise in die jenseitige Welt erstaunlich viel Keramik mitgegeben, was eine Ausnahme unter den Galeriegräbern im nördlichen Hessen darstellt. Darüber hinaus wurden über 20 teilweise vollständig erhaltene Gefäße entdeckt, die auf dem Boden des Grabes von Leichenbrand umhüllt, fünf Jahrtausende fast schadlos überstanden hatten. Gehäuft liegen plastisch verzierte Henkelbecher bzw. Tassen, den Fundstücken aus dem Züschener Grab ähnelnd, vor, sowie Schalen, die zum Teil mit Füßen und Henkeln versehen waren. Unter den geborgenen Funden ist außerdem eine große doppelkonische Schüssel mit Bandhenkel und einem Muster aus stehenden und hängenden Halbbögen verziert, zu erwähnen. Neben einigen Töpfen waren im Fundgut weitere doppelkonische, jedoch nur bruchstückhaft erhaltene Gefäße enthalten. Metopenartige Ornamente und auffallende senkrechte Durchbohrungen eines Gefäßes deuten auf Einflüsse der französischen Chasséenkultur hin. Außer der Keramik liegt des Weiteren eine mit großer Sorgfalt hergestellte Serpentinaxt mit ovalem Schaftloch vor, sowie ein kleineres spitznackiges Steinbeil, eine retuschierte Kieselschieferklinge und ein Bronzeblechstück unbekannter Verwendung.

## Verschwinden des Seelenlochsteins
Eine Großzahl der Fundstücke wird seit 1931 im Archiv des Hessischen Landesmuseums in Kassel aufbewahrt. Der Seelenlochstein jedoch wurde auf den Hof des Landwirts gebracht, dem der Acker gehörte, und hat dort etwa 36 Jahre gelegen. Im Jahr 1967 beschlossen Gemeindevertreter und Heimatforscher dann, den Stein als Zeugen der frühen Besiedlung vor dem Bürgerhaus von Lohra aufzustellen. Doch kam man zu spät, der Seelenlochstein war bei Bauarbeiten auf dem Anwesen des Landwirts bereits in den Fundamenten vermauert worden.